# Okonyesnyikovói járás

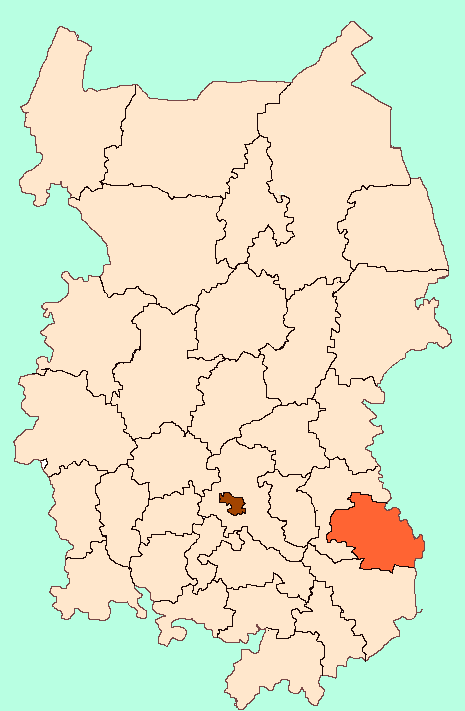
Az Okonyesnyikovói járás az Omszki területen

Az Okonyesnyikovói járás (oroszul Оконешниковский район) Oroszország egyik járása az Omszki területen. Székhelye Okonyesnyikovo.

## Népesség
- 1989-ben 19 744 lakosa volt.
- 2002-ben 17 280 lakosa volt.
- 2010-ben 14 791 lakosa volt, melynek 86,39%-a orosz, 4,88%-a kazah, 1,75%-a német, 1,62%-a ukrán, 0,97%-a tatár.